# San Benito (gemeente)
San Benito is een gemeente (municipio) in de Boliviaanse provincie Punata in het departement Cochabamba. De gemeente telt naar schatting 16.393 inwoners (2018). De hoofdplaats is San Benito.

## Indeling
- Cantón Huaricaya
- Cantón San Benito
- Cantón Sunchu Pampa